# وانجارتا
وانجاراتا مدينة في مقاطعة فكتوريا بأستراليا، تبعد 233 كم شمال شرقي ملبورن، وعدد سكانها 17,377 نسمة وفقاً للإحصائيات عام 2011. تقع وانجاراتا على الوادي العريض لكل من نهري أوفنز وكنج. والمدينة سوق مزدهر ومركز تجاري لمنطقة ريفية غنية وزراعية، وتوفر صناعة النسيج العمل الرئيسي لسكان البلدة. وهي مركز تعليمي. ويحتوي مطار المدينة على متحف طيران ضخم.
اختبر موقع المدينة قبل سكنها المكتشفان هاملتن هيوم ووليام هوفل، وذلك في عام 1824. وأصبحت المستوطنة قرية في 1863، ومدينة في عام 1959.

## المناخ
يظهر الجدول التالي التغييرات المناخية على مدار السنة لوانجارتا:
| البيانات المناخية لـوانجارتا      | البيانات المناخية لـوانجارتا | البيانات المناخية لـوانجارتا | البيانات المناخية لـوانجارتا | البيانات المناخية لـوانجارتا | البيانات المناخية لـوانجارتا | البيانات المناخية لـوانجارتا | البيانات المناخية لـوانجارتا | البيانات المناخية لـوانجارتا | البيانات المناخية لـوانجارتا | البيانات المناخية لـوانجارتا | البيانات المناخية لـوانجارتا | البيانات المناخية لـوانجارتا | البيانات المناخية لـوانجارتا |
| الشهر                             | يناير                        | فبراير                       | مارس                         | أبريل                        | مايو                         | يونيو                        | يوليو                        | أغسطس                        | سبتمبر                       | أكتوبر                       | نوفمبر                       | ديسمبر                       | المعدل السنوي                |
| --------------------------------- | ---------------------------- | ---------------------------- | ---------------------------- | ---------------------------- | ---------------------------- | ---------------------------- | ---------------------------- | ---------------------------- | ---------------------------- | ---------------------------- | ---------------------------- | ---------------------------- | ---------------------------- |
| الدرجة القصوى °م (°ف)             | 45.8 (114.4)                 | 45.8 (114.4)                 | 39.2 (102.6)                 | 33.9 (93.0)                  | 27.9 (82.2)                  | 21.7 (71.1)                  | 19.0 (66.2)                  | 23.1 (73.6)                  | 29.3 (84.7)                  | 35.8 (96.4)                  | 41.4 (106.5)                 | 41.6 (106.9)                 | 45.8 (114.4)                 |
| متوسط درجة الحرارة الكبرى °م (°ف) | 31.9 (89.4)                  | 31.0 (87.8)                  | 27.6 (81.7)                  | 22.4 (72.3)                  | 17.4 (63.3)                  | 12.9 (55.2)                  | 12.9 (55.2)                  | 14.5 (58.1)                  | 17.6 (63.7)                  | 21.4 (70.5)                  | 25.8 (78.4)                  | 29.1 (84.4)                  | 22.1 (71.8)                  |
| متوسط درجة الحرارة الصغرى °م (°ف) | 14.2 (57.6)                  | 13.8 (56.8)                  | 10.7 (51.3)                  | 6.9 (44.4)                   | 4.2 (39.6)                   | 2.9 (37.2)                   | 2.5 (36.5)                   | 3.0 (37.4)                   | 4.5 (40.1)                   | 6.4 (43.5)                   | 9.5 (49.1)                   | 11.7 (53.1)                  | 7.5 (45.5)                   |
| أدنى درجة حرارة °م (°ف)           | 3.5 (38.3)                   | 3.0 (37.4)                   | 1.1 (34.0)                   | −2.7 (27.1)                  | −5.0 (23.0)                  | −7.2 (19.0)                  | −4.9 (23.2)                  | −6.3 (20.7)                  | −3.3 (26.1)                  | −3.3 (26.1)                  | 0.1 (32.2)                   | 0.9 (33.6)                   | −7.2 (19.0)                  |
| معدل هطول الأمطار مم (إنش)        | 42.8 (1.69)                  | 45.7 (1.80)                  | 40.4 (1.59)                  | 38.3 (1.51)                  | 56.4 (2.22)                  | 67.0 (2.64)                  | 64.9 (2.56)                  | 57.2 (2.25)                  | 53.4 (2.10)                  | 49.2 (1.94)                  | 51.6 (2.03)                  | 41.9 (1.65)                  | 608.8 (23.98)                |
| متوسط الأيام الممطرة (≥ 0.2mm)    | 5.4                          | 5.5                          | 5.5                          | 6.5                          | 10.4                         | 13.7                         | 16.0                         | 14.4                         | 11.3                         | 9.0                          | 7.9                          | 6.8                          | 112.4                        |
| متوسط الرطوبة النسبية (%)         | 28                           | 32                           | 33                           | 42                           | 56                           | 67                           | 67                           | 61                           | 55                           | 46                           | 38                           | 30                           | 46                           |
| المصدر: Bureau of Meteorology     |                              |                              |                              |                              |                              |                              |                              |                              |                              |                              |                              |                              |                              |

## أعلام
- دان ودز
- جيم فلين
- غريتا سمول
- لونش كوبر
- ريبيكا ألين
- داميان ماكدونالد
- آن كورتيس